# Arquian
Arquian település Franciaországban, Nièvre megyében. Lakosainak száma 550 fő (2022. január 1.). Arquian Lavau, Faverelles, Annay, La Celle-sur-Loire, Saint-Amand-en-Puisaye és Saint-Vérain községekkel határos.

## Népesség
A település népességének változása:
| Lakosok száma | 597  | 590  | 599  | 581  | 578  | 574  | 571  | 561  | 550  |
|               | 2013 | 2015 | 2016 | 2017 | 2018 | 2019 | 2020 | 2021 | 2022 |